# Wilhelm Humser
Wilhelm Humser (Frankfurt na Majni, 12. studenog 1870. -  Grünwald, 19. veljače 1938.) je bio njemački časnik i vojni zapovjednik. Rođen je 12. studenog 1870. u Frankfurtu na Majni. U prusku vojsku stupio je kao dragovoljac 1891. godine, te je u istoj 1901. dostigao čin poručnika, a 1908. čin satnika. Od 1912. zapovijeda satnijom u 173. pješačkoj pukovniji, nakon čega je u ožujku 1914. premješten na službu u Glavni stožer. Na početku Prvog svjetskog rata služi kao stožerni časnik u stožeru 4. armije kojom je zapovijedao vojvoda Albrecht. U kolovozu 1914. promaknut je u čin bojnika, dok je u lipnju 1917. imenovan načelnikom stožera Gardijskog pričuvnog korpusa tijekom koje službe je 16. svibnja 1918. odlikovan ordenom Pour le Mérite. Te iste godine u kolovozu postaje načelnikom stožera 4. armije koju dužnost obnaša do kraja rata.
Nakon završetka rata, u siječnju 1919., raspoređen je najprije u stožer III. korpusa, da bi ubrzo nakon toga u veljači bio imenovan načelnikom stožera IX. korpusa. U rujnu 1919. otpušten je iz vojske. Preminuo je 19. veljače 1938. u 68. godini života u Grünwaldu.